# Ника (кинопремия, 1989)
2-я церемония вручения наград национальной кинематографической премии «Ника» за заслуги в области советского кинематографа за 1988 год состоялась 23 декабря 1989 года в Центральном Доме кинематографистов.
На соискание премии в 15-и номинациях было представлено 27 художественных, документальных, научно-популярных и анимационных лент, 11 из них были удостоены призов. Два фильма получили более одной награды — это картины, снятые ещё в 1967 году в чёрно-белом формате, пролежавшие 20 лет на полке и вышедшие на экраны только в 1988 году: военная драма «Комиссар», получившая 4 награды из 7 номинаций, в том числе за лучшую мужскую роль (Ролан Быков) и мелодрама «История Аси Клячиной, которая любила, да не вышла замуж», забравшая призы за лучшую режиссуру (Андрей Михалков-Кончаловский) и лучший сценарий (Юрий Клепиков). Лучшим фильмом года была признана драма Александра Прошкина — «Холодное лето пятьдесят третьего…».
Лауреатом почётной премии в номинации «Честь и достоинство» стал режиссёр и сценарист Леонид Захарович Трауберг.
На этой церемонии в первый и единственный раз была вручена награда в категории «Лучшая операторская работа в неигровом кино». Приз достался операторам документальной ленты «Чернобыль. Хроника трудных недель» — Виктору Крипченко, Владимиру Таранченко и посмертно — Владимиру Шевченко, ушедшему из жизни в марте 1987 года, от последствий лучевой болезни, полученной им на съёмках фильма в зоне ЧАЭС. Примечательно, что в этот день Владимиру Никитовичу исполнилось бы 60 лет.

## Фильмы, представленные к наградам
Количество наград / номинаций
| Художественные фильмы | Художественные фильмы                                     |
| --------------------- | --------------------------------------------------------- |
| 4 / 7                 | • Комиссар                                                |
| 2 / 4                 | • История Аси Клячиной, которая любила, да не вышла замуж |
| 1 / 4                 | • Маленькая Вера                                          |
| 1 / 3                 | • Холодное лето пятьдесят третьего…                       |
| 1 / 3                 | • Господин оформитель                                     |
| 1 / 2                 | • Асса                                                    |
| 1 / 2                 | • Дни затмения                                            |
| 0 / 1                 | • Зеркало для героя                                       |
| 0 / 1                 | • Грешник                                                 |
| 0 / 1                 | • Воры в законе                                           |
| 0 / 1                 | • Чёрный монах                                            |
| 0 / 1                 | • Выбор                                                   |
| 0 / 1                 | • Робинзонада, или Мой английский дедушка                 |
| 0 / 1                 | • Отступник                                               |
| 0 / 1                 | • Выйти из леса на поляну                                 |

| 1 / 1                     | • А прошлое кажется сном                   |
| 1 / 1                     | • Компьютерные игры                        |
| 1 / 1                     | • Чернобыль. Хроника трудных недель (укр.) |
| 0 / 1                     | • Боль                                     |
| 0 / 1                     | • Театр времён перестройки и гласности     |
| 0 / 1                     | • Маршал Рокоссовский. Жизнь и время       |
| 0 / 1                     | • Усталые города                           |
| 0 / 1                     | • Профессия — оператор                     |
| 0 / 1                     | • Храм                                     |
|                           |                                            |
| Мультипликационные фильмы |                                            |
| 1 / 1                     | • Завтрак на траве                         |
| 0 / 1                     | • Жильцы старого дома                      |
| 0 / 1                     | • Окно                                     |

## Список лауреатов и номинантов

### Основные категории
• Победители выделены отдельным цветом. 
| Категории                                                                                      | Лауреаты и номинанты                                                                                          |
| ---------------------------------------------------------------------------------------------- | --- |
| Лучший игровой фильм (награду вручали Наталия Белохвостикова и Элем Климов)                    | • Холодное лето пятьдесят третьего… (режиссёр: Александр Прошкин) «Мосфильм»                                  |
| Лучший игровой фильм (награду вручали Наталия Белохвостикова и Элем Климов)                    | • Маленькая Вера (режиссёр: Василий Пичул)                                                                    |
| Лучший игровой фильм (награду вручали Наталия Белохвостикова и Элем Климов)                    | • Комиссар (режиссёр: Александр Аскольдов)                                                                    |
| Лучший документальный фильм (награду вручали Ирина Алфёрова и Марк Захаров)                    | • А прошлое кажется сном (режиссёр: Сергей Мирошниченко) Свердловская студия кинохроники                      |
| Лучший документальный фильм (награду вручали Ирина Алфёрова и Марк Захаров)                    | • Боль (режиссёр: Сергей Лукьянчиков) «Беларусьфильм»                                                         |
| Лучший документальный фильм (награду вручали Ирина Алфёрова и Марк Захаров)                    | • Театр времён перестройки и гласности (режиссёр: Аркадий Рудерман) «Беларусьфильм»                           |
| Лучший научно-популярный фильм (награду вручали Елена Яковлева и Святослав Фёдоров)            | • Компьютерные игры (режиссёр: Александр Сидельников) «Леннаучфильм»                                          |
| Лучший научно-популярный фильм (награду вручали Елена Яковлева и Святослав Фёдоров)            | • Маршал Рокоссовский. Жизнь и время (режиссёр: Борис Головня)                                                |
| Лучший научно-популярный фильм (награду вручали Елена Яковлева и Святослав Фёдоров)            | • Усталые города (режиссёр: Александр Роднянский)                                                             |
| Лучший анимационный фильм (награду вручали Наталья Варлей и Олег Табаков)                      | • Завтрак на траве (режиссёр: Прийт Пярн) «Таллинфильм»                                                       |
| Лучший анимационный фильм (награду вручали Наталья Варлей и Олег Табаков)                      | • Жильцы старого дома (режиссёр: Алексей Караев) Свердловская киностудия                                      |
| Лучший анимационный фильм (награду вручали Наталья Варлей и Олег Табаков)                      | • Окно (режиссёр: Евгений Сивоконь) «Киевнаучфильм»                                                           |
| Лучшая режиссёрская работа (награду вручали Жанна Моро и Андрей Плахов)                        | • Андрей Михалков-Кончаловский за фильм «История Аси Клячиной, которая любила, да не вышла замуж»             |
| Лучшая режиссёрская работа (награду вручали Жанна Моро и Андрей Плахов)                        | • Василий Пичул — «Маленькая Вера»                                                                            |
| Лучшая режиссёрская работа (награду вручали Жанна Моро и Андрей Плахов)                        | • Александр Аскольдов — «Комиссар»                                                                            |
| Лучшая сценарная работа (награду вручали Ребекка Мэтлок и Джек Мэтлок)                         | • Юрий Клепиков — «История Аси Клячиной, которая любила, да не вышла замуж»                                   |
| Лучшая сценарная работа (награду вручали Ребекка Мэтлок и Джек Мэтлок)                         | • Эдгар Дубровский — «Холодное лето пятьдесят третьего…»                                                      |
| Лучшая сценарная работа (награду вручали Ребекка Мэтлок и Джек Мэтлок)                         | • Надежда Кожушаная — «Зеркало для героя»                                                                     |
| Лучшая мужская роль (награду вручали Алла Пугачёва и Илья Резник)                              | • Ролан Быков — «Комиссар» (за роль Ефима Магазанника)                                                        |
| Лучшая мужская роль (награду вручали Алла Пугачёва и Илья Резник)                              | • Юрий Назаров — «Маленькая Вера» (за роль Николая Маринина, отца Веры)                                       |
| Лучшая мужская роль (награду вручали Алла Пугачёва и Илья Резник)                              | • Валерий Приёмыхов — «Холодное лето пятьдесят третьего…» (за роль «Лузги»/Сергея Басаргина)                  |
| Лучшая женская роль (награду вручали Александр Ширвиндт и Михаил Державин)                     | • Наталья Негода — «Маленькая Вера» (за роль Веры Марининой)                                                  |
| Лучшая женская роль (награду вручали Александр Ширвиндт и Михаил Державин)                     | • Ия Саввина — «История Аси Клячиной, которая любила, да не вышла замуж» (за роль Аси Клячиной)               |
| Лучшая женская роль (награду вручали Александр Ширвиндт и Михаил Державин)                     | • Нонна Мордюкова — «Комиссар» (за роль Клавдии Вавиловой)                                                    |
| Лучшая роль второго плана (награду вручали Ольга Кабо и Вячеслав Тихонов)                      | • Раиса Недашковская — «Комиссар» (за роль Марии Магазанник)                                                  |
| Лучшая роль второго плана (награду вручали Ольга Кабо и Вячеслав Тихонов)                      | • Лия Ахеджакова — «Грешник» (за роль Зинаиды Масловой)                                                       |
| Лучшая роль второго плана (награду вручали Ольга Кабо и Вячеслав Тихонов)                      | • Зиновий Гердт — «Воры в законе» (за роль адвоката)                                                          |
| Лучшая операторская работа в игровом кино (награду вручали Майя Плисецкая и Евгений Евтушенко) | • Валерий Гинзбург — «Комиссар»                                                                               |
| Лучшая операторская работа в игровом кино (награду вручали Майя Плисецкая и Евгений Евтушенко) | • Георгий Рерберг — «История Аси Клячиной, которая любила, да не вышла замуж»                                 |
| Лучшая операторская работа в игровом кино (награду вручали Майя Плисецкая и Евгений Евтушенко) | • Вадим Юсов — «Чёрный монах»                                                                                 |
| Лучшая работа оператора неигрового кино (награду вручал Владимир Мукусев)                      | • Виктор Крипченко, Владимир Таранченко и Владимир Шевченко (посмертно) — «Чернобыль. Хроника трудных недель» |
| Лучшая работа оператора неигрового кино (награду вручал Владимир Мукусев)                      | • Дмитрий Масс — «Профессия — оператор»                                                                       |
| Лучшая работа оператора неигрового кино (награду вручал Владимир Мукусев)                      | • Владимир Дьяконов и Эдуард Соколов — «Храм»                                                                 |
| Лучшая работа композитора (награду вручали Екатерина Максимова и Владимир Васильев)            | • Альфред Шнитке — «Комиссар»                                                                                 |
| Лучшая работа композитора (награду вручали Екатерина Максимова и Владимир Васильев)            | • Борис Гребенщиков — «Асса»                                                                                  |
| Лучшая работа композитора (награду вручали Екатерина Максимова и Владимир Васильев)            | • Юрий Ханон — «Дни затмения»                                                                                 |
| Лучшая работа звукооператора (награду вручали Вера Алентова и Леонид Ярмольник)                | • Владимир Персов — «Дни затмения»                                                                            |
| Лучшая работа звукооператора (награду вручали Вера Алентова и Леонид Ярмольник)                | • Борис Венгеровский — «Выбор»                                                                                |
| Лучшая работа звукооператора (награду вручали Вера Алентова и Леонид Ярмольник)                | • Александр Груздев — «Господин оформитель»                                                                   |
| Лучшая работа художника-постановщика (награду вручали Ирина Шевчук и Анатолий Ромашин)         | • Марксэн Гаухман-Свердлов — «Асса»                                                                           |
| Лучшая работа художника-постановщика (награду вручали Ирина Шевчук и Анатолий Ромашин)         | • Наталья Васильева — «Господин оформитель»                                                                   |
| Лучшая работа художника-постановщика (награду вручали Ирина Шевчук и Анатолий Ромашин)         | • Вахтанг Руруа — «Робинзонада, или Мой английский дедушка»                                                   |
| Лучшая работа художника по костюмам (награду вручал Вячеслав Зайцев)                           | • Лариса Конникова — «Господин оформитель»                                                                    |
| Лучшая работа художника по костюмам (награду вручал Вячеслав Зайцев)                           | • Элеонора Семёнова — «Отступник»                                                                             |
| Лучшая работа художника по костюмам (награду вручал Вячеслав Зайцев)                           | • Роза Искакова — «Выйти из леса на поляну»                                                                   |

### Специальная награда
- Премия в номинации «Честь и достоинство» присуждена Леониду Захаровичу Траубергу (награду вручал Андрей Смирнов)